# Az Orosz Fegyveres Erők főtemploma
Az Orosz Fegyveres Erők főtemplomát, vagy más néven Feltámadt Krisztus-katedrálist (oroszul: Главный храм Вооружённых сил России (Храм Воскресения Христова)) 2020-ban szentelték fel Moszkvában a „nagy honvédő háború” 75. évfordulójára. A templom a főváros egyik külső kerületében, Kubinkában található.

## Létrehozása
Adományokból és Moszkva város költségvetéséből épült. 2020. június 14-én szentelte fel Kirill moszkvai pátriárka. A templom mellett egy állandó kiállítás is helyett kapott, amely bemutatja az orosz fegyveres erők történetét.

## Részletei
A középkort idéző vallási jelképek mellett a székesegyházat áthatják a finom numerikus utalások a Nagy Honvédő Háborúra. A harangtorony 75 méter magas, jelezve, hogy a győzelem 75. évfordulóján állították fel. A főkupola átmérője 22,43 méter, ami a német kapitulációs okmány aláírásának órájára és percére utal. A kis kupola 14,18 méter széles, ami a háború 1418 napjára emlékeztet.

## Kritikája
Független történészek szerint a templom az ortodox kereszténység és az orosz állami ideológia összefonódásának monumentális kifejezője. Ikonográfiája a hagyományos vallási témákat a nemzeti militarizmus szemszögéből értelmezi át. Freskói együtt mutatják be a középkori orosz fejedelmeket a második világháborús szovjet tábornokokkal. A számmisztika és a freskók az orosz hadtörténelem folytonosságát hangsúlyozzák, a mindenkori háborúkat isten által szentesített küldetésként ábrázolva.

## Kapcsolódó szócikk
- A múlt, ahogyan parancsolja